# WWF (формат датотеке)
WWF је модификована верзија слободног (open source) формата PDF употребљавана за размену докумената унутар организације Светске задуџбине за природу (World Wide Fund for Nature, скраћено WWF). WWF формат је изашао као "еколошки чистији" од осталих документ формата (нпр. PDF или DOC) пошто је тако дизајниран да га је знатно теже штампати и тако се индиректно троши мање папира. Мотивација иза стварања овог формата била је промовисање потребе за смањењем непотребног штампања. Тврди се да овај фајл формат читају сви програми који могу да отворе стандардне PDF фајлове. Тренутно, софтвер који документе може да сачува у WWF формату постоји за Mac OS X 10.4 и Microsoft Windows платформе. Слободна (open source) варијанта еквивалента постоји за Linux и Windows XP и касније.

## Технички детаљи
WWF фајлови су једноставно варијанте самог PDF формата са посебним сигурносним подешавањима који "не дозвољавају" штампање, као и екстензију ".wwf".

## Критицизам
Иницијатива је критикована пре свега јер ограничава корисничка права, планирани ефекат се не постиже код свих софтвера (углавном само код Adobe читача PDF фајлова), крши BSD лиценцу, некомпатибилан је са циљевима покрета слободног софтвера и друго. Такође, иако је стварање фајл формата најављивано као "глобални" пројекат међународног WWF-а, у стварности то је била самостална одлука дивизије у Немачкој, без консултације са WWF International.